# Cavizzana
Cavizzana är en ort och kommun i provinsen Trento i regionen Trentino-Sydtyrolen i Italien. Kommunen hade 238 invånare (2018).